# Don Carlos (cantante)
Don Carlos, pseudonimo di Euvin Spencer (Kingston, 29 giugno 1952), è un cantante reggae giamaicano. È ritenuto come uno dei pionieri dello stile vocale Waterhouse style assieme a Michael Rose e Junior Reid.

## Biografia
Nato il 29 giugno del 1952, nel quartiere Waterhouse di Kingston. Tale quartiere è noto per essere stato la culla di numerosi artisti della scena reggae come King Tubby, The Jays, Junior Reid e King Jammy.
Don Carlos inizia la sua carriera nel 1973 nei Black Uhuru incidendo nel 1977 il famoso album Love Crisis.

## Album

### Solo
- Suffering (1981), Negus Roots
- Day to Day Living (1982), Greensleeves
- Harvest Time (1982), Negus Roots
- Spread Out (1983), Burning Sounds
- Pass the Lazer Beam (1983), Jackpot
- Just A Passing Glance (1984), RAS
- Deeply Concerned (1987), RAS
- Time Is The Master (1992), RAS
- 7 Days A Week (1998), RAS
- Dub Version (2000), Dressed to Kill
- Changes (2010), Heartbeat

### Don Carlos & Gold
- Them Never Know Natty Dread Have Him Credential (1981), Channel One
- Raving Tonight (1983), RAS
- Ghetto Living (1983), Tamoki Wambesi
- Never Run Away (1984), Kingdom
- Plantation (1984), CSA
- Ease Up (1994), RAS

### Split album
- Prison Oval Clash (1980), Tamoki Wambesi - split con Earl Cunningham e Charlie Chaplin
- Roots & Culture (1982), Jah Guidance - split with Culture
- Show-Down Vol. 3 (1984), Empire/Channel One - Don Carlos & Gold/The Gladiators
- Rasta Brothers (1985), Dancefloor - with Anthony Johnson & Little John
- Firehouse Clash (1986), Live & Learn - with Junior Reid
- Head 2 Head (2001), Attack - Horace Andy & Don Carlos

### Apparizioni speciali
- Groundation - Hebron Gate (2002)
- Groundation - Dragon War (2003)
- Groundation - We Free Again (2004)
- Slightly Stoopid - Top of the World - Marijuana (2012)
- Rebelution - Count Me In - Roots Reggae Music (2014)

### Compilation
- The Mighty Diamonds Meets Don Carlos & Gold at the Channel 1 Studio featuring The Revolutionaries, Hitbound - the Diamonds Right Time and Don Carlos & Gold's Them Never Know Natty Dread Have Him Credential albums combined
- Pure Gold, Jackpot
- Lazer Beam (1995), Culture Press
- Portrait (1997), RAS
- Jah Light (2002), Black Arrow
- Groove With Me (2003), Get Back
- Inna Dub Style - Rare Dubs 1979 - 1980 (2004), Jamaican Recordings
- Special Edition (2004), Jafada Music Productions
- Tribulation (2006), Attack
- Tribulation - Don Carlos In Dub (2007), Attack
- Kings of Reggae, Nocturne

### DVD
- Live in San Francisco (2003)